# Baskemölla
Baskemölla est une localité suédoise située dans la commune de Simrishamn en Scanie.
Sa population était de 300 habitants en 2019.